# Cody Glass
Cody Glass (Winnipeg, Manitoba, 1 de abril de 1999) apodado Glasser, es un jugador profesional canadiense de hockey sobre hielo que se desempeña en la posición de centro en Nashville Predators, equipo de la National Hockey League (NHL).

## Carrera
Fue seleccionado en la primera ronda en la NHL Entry Draft de 2017. En 2019 hizo su debut profesional con el equipo Vegas Golden Knights, en el cual jugó dos temporadas (2019-2021), después pasó a Nashville Predators, donde lleva jugando tres temporadas.